# Navadni morski pes
Navadni morski pes (znanstveno ime Mustelus mustelus) je v slovenskem morju najpogostejša vrsta morskih psov. Pogosto se združuje v manjše jate.